# Bukit Rata
Bukit Rata is een bestuurslaag in het regentschap Aceh Tengah van de provincie Atjeh, Indonesië. Bukit Rata telt 135 inwoners (volkstelling 2010).